# Arthur Wellesley, vojvoda od Wellingtona
Feldmaršal Arthur Wellesley, 1. vojvoda od Wellingtona (1. svibnja 1769. – 14. rujna 1852.) je bio britanski vojnik, državnik i političar. Po mnogima jedna od najvažnijih političkih i vojnih osoba 19. stoljeća. Rođen je u Irskoj kao pripadnik anglo-protestantske aristokracije i per. Od 1797. do 1805. borio se u Indiji kao pripadnik vojske Britanske Istočnoindijske kompanije, gdje je stekao čin generala. Za vrijeme Napoleonskih ratova ističe se kao vojni zapovjednik, a najznačajniju pobjedu je ostvario u bitci kod Waterlooa nad samim Napoleonom. Za svoje zasluge u borbi protiv Napoleona vojvoda Wellington diljem Europe dobio je čak 18 maršalskih palica, što je svjetski rekord. Nakon bitke svih bitki dobio nadimak Željezni vojvoda.
Nakon uspješne vojne karijere uključuje se u politiku te uskoro postaje jedan od najvažnijih pripadnika stranke torijevaca. U dva mandata je bio premijer Ujedinjenog Kraljevstva.
Wellington je umro u Walmer Castleu 14. rujna 1852. nakon što je imao moždani udar. Nakon državnog pogreba, pokopan je u katedrali sv. Pavla u Londonu u blizini britanskog drugog junaka Napoleonskih ratova, admirala Lorda Horatia Nelsona.